# Koziołek (przystanek kolejowy)
Koziołek – przystanek kolejowy w Koziołku, w województwie kujawsko-pomorskim, w Polsce. Znajduje się tu 1 peron.

## Ruch pasażerski
| Rok  | Wymiana pasażerska na dobę |
| ---- | -------------------------- |
| 2017 | 0-9                        |
| 2022 | 0-9                        |